# Fase de Classificació de la Copa del Món de Rugbi 2015-Àfrica
La zona africana de classificació per a la Copa del Món de Rugbi de 2015 estava formada per 13 equips que competien per un lloc per a la fase final d'Anglaterra i un lloc per a l'eliminatòria de repesca. Namíbia es va qualificar per al torneig com a equip Àfrica 1, i Zimbàbue va jugar la repesca que va guanyar Uruguai.

## Format
La classificació per la Copa del Món de Rugbi de 2015 a la zona africana, organitzada per Rugby Africa, es basava en les edicions de l'Africa Cup de 2012, 2013 i 2014. La Africa Cup és un torneig anual de rugbi que implica a les nacions africanes (amb excepció dels Springbooks), en un format de Divisions amb ascens i descens anuals. Per escollir la plaça restant per la copa del món de 2015, es va dissenyar un sistema de manera que l'any 2012 les Divisió 1B i 1C formalitzaven la ronda 1. L'any 2013, la ronda 2 coincidia amb el torneig a les Divisió 1A (La més alta possible) i 1B i la ronda definitiva era l'Africa Cup de la divisió 1A de l'edició de 2014. D'aquesta manera a la ronda els equips de 1C que no ascendien a la 1B i l'equip que perdia la categoria, quedava eliminat del torneig, de la mateixa manera que a la ronda dos els equips que no assolien la divisió 1a o que perdien la categoria, quedaven fora del mundial. Finalment l'edició de 2014, el campió assolia una plaça directa al mundial i el subcampió una plaça per a la repesca.

## Participants
Les seleccions participants foren les següents (Entre parèntesis el rànquing IRB abans de començar la classificació):
- Botswana (63)
- Camerun (98)
- Costa d'Ivori (51)
- Kenya (28)
- Madagascar (41)
- Mauritània (NR)
- Marroc (27)
- Nigèria (75)
- Namíbia (21)
- Senegal (50)
- Uganda (48)
- Zàmbia (80)
- Zimbàbue (27)

### Nacions Classificades
Finalment, les seleccions africanes classificades per la Copa del món de Rugbi de 2015 foren:
- Sud-àfrica (Classificació Automàtica)
- Namíbia (Àfrica 1)[4]

## Ronda 1
La ronda 1 estava composta per nou equips, els integrants de la divisió de l'Africa Cup 1C i 1B. Els tres primers classificats de la 1B i el campió de la 1C (Que ascendia a la 1B) accedien a la següent ronda.

### Ronda 1A: 2012 Africa Cup Divisió 1B
La Divisió 1B de l'Africa Cup Divisió de 2012 va tenir lloc a Madagascar al Mahamasina Stadium a Antananarivo entre el 4 i el 8 de juliol. Madagascar com a campió va ascendir a la divisió 1A mentre que Namíbia i el Senegal seguien a la divisió 1B i passaven de ronda. Marroc descendia a la 1C i quedava fora de la Copa del Món de Rugby de 2015.
|  | Semifinals                          | Semifinals                          |    |                                     | Final                               | Final |
|  |                                     |                                     |    |                                     |                                     |       |
|  | de juliol de 4, 2012 – Antananarivo |                                     |    |                                     |                                     |       |
|  | Madagascar                          | 35                                  |    |                                     |                                     |       |
|  | Marroc                              | 28                                  |    |                                     |                                     |       |
|  |                                     |                                     |    |                                     |                                     |       |
|  |                                     |                                     |    |                                     | de juliol de 8, 2012 – Antananarivo |       |
|  |                                     |                                     |    |                                     | Madagascar                          | 57    |
|  |                                     | Namíbia                             | 54 |                                     |                                     |       |
|  |                                     |                                     |    |                                     |                                     |       |
|  |                                     |                                     |    |                                     |                                     |       |
|  |                                     |                                     |    |                                     | Partit pel 3r i 4t lloc             |       |
|  | de juliol de 4, 2012 – Antananarivo | de juliol de 4, 2012 – Antananarivo |    | de juliol de 8, 2012 – Antananarivo | de juliol de 8, 2012 – Antananarivo |       |
|  | Namíbia                             | 20                                  |    | Marroc                              | 25                                  |       |
|  | Senegal                             | 18                                  |    |                                     | Senegal                             | 26    |

| Madagascar | 35–28 | Marroc | 4 de juliol de 2012 13:00 EAT (UTC-03) - Stade Mahamasina, Antananarivo, Madagascar Assistència: 35,000 espectadors Àrbitre: Pro Legoete (Sud-àfrica) |
|            | Fitxa |        | 4 de juliol de 2012 13:00 EAT (UTC-03) - Stade Mahamasina, Antananarivo, Madagascar Assistència: 35,000 espectadors Àrbitre: Pro Legoete (Sud-àfrica) |

| Namíbia | 20–18 | Senegal | 4 de juliol de 2012 15:00 EAT (UTC-03) - Stade Mahamasina, Antananarivo, Madagascar Assistència: 35,000 espectadors Àrbitre: Mark Lawrence (Sud-àfrica) |
|         | Fitxa |         | 4 de juliol de 2012 15:00 EAT (UTC-03) - Stade Mahamasina, Antananarivo, Madagascar Assistència: 35,000 espectadors Àrbitre: Mark Lawrence (Sud-àfrica) |

| Marroc | 25–26 | Senegal | 8 de juliol de 2012 13:00 EAT (UTC-03) - Stade Mahamasina, Antananarivo, Madagascar Assistència: 40,000 espectadors Àrbitre: Pro Legoete (Sud-àfrica) |
|        | Fitxa |         | 8 de juliol de 2012 13:00 EAT (UTC-03) - Stade Mahamasina, Antananarivo, Madagascar Assistència: 40,000 espectadors Àrbitre: Pro Legoete (Sud-àfrica) |

| Madagascar | 57–54 (pròrroga) | Namíbia | 8 de juliol de 2012 15:00 EAT (UTC-03) - Stade Mahamasina, Antananarivo, Madagascar Assistència: 40,000 espectadors Àrbitre: Mark Lawrence (Sud-àfrica) |
|            | Fitxa            |         | 8 de juliol de 2012 15:00 EAT (UTC-03) - Stade Mahamasina, Antananarivo, Madagascar Assistència: 40,000 espectadors Àrbitre: Mark Lawrence (Sud-àfrica) |

### Ronda 1B: Africa Cup Divisió 1C
La Divisió 1B de l'Africa Cup Divisió de 2012 va tenir lloc a Botswana a l'UB Stadium entre el 22 i el 28 de juliol. Botswana, com a campió va ascendir a la divisió 1B mentre que la resta de seleccions quedaven eliminades de la Copa del Món de Rugby de 2015.
| Avança a Ronda 2A |

| Posició | Nació         | Partits | Partits  | Partits  | Partits | Punts   | Punts     | Punts      | Bonus | Taula de punts |
| Posició | Nació         | Jugats  | Guanyats | Empatats | Perduts | A Favor | En contra | Diferència | Bonus | Taula de punts |
| --- | ------------- | ------- | -------- | -------- | ------- | ------- | --------- | ---------- | ----- | -------------- |
| 1 | Botswana      | 2       | 2        | 0        | 0       | 48      | 29        | +19        | 0     | 8              |
| 2 | Costa d'Ivori | 2       | 2        | 0        | 0       | 53      | 35        | +18        | 0     | 8              |
| 3 | Maurici       | 2       | 1        | 0        | 1       | 40      | 47        | −7         | 0     | 4              |
| 4 | Zàmbia        | 2       | 0        | 0        | 2       | 33      | 47        | −14        | 0     | 0              |
| 5 | Nigèria       | 2       | 0        | 0        | 2       | 39      | 55        | −16        | 0     | 0              |
| Normes de puntuació: Victòria - 4 punts Empat - 2 punts 4 o més assaigs - 1 point Derrota per 7 o menys punts - 1 punt Derrota per més de set punts - 0 punts |               |         |          |          |         |         |           |            |       |                |

| Maurici | 26–22 | Nigèria | 22 de juliol de 2012 14:00 CAT (UTC+02) - UB Stadium, Gaborone, Botswana Àrbitre: Denis Anguyo (Uganda) |
|         | Fitxa |         | 22 de juliol de 2012 14:00 CAT (UTC+02) - UB Stadium, Gaborone, Botswana Àrbitre: Denis Anguyo (Uganda) |

| Botswana | 23–15 | Zàmbia | 22 de juliol de 2012 16:00 CAT (UTC+02) - UB Stadium, Gaborone, Botswana Àrbitre: Gabriel Masenda (Zimbabwe) |
|          | Fitxa |        | 22 de juliol de 2012 16:00 CAT (UTC+02) - UB Stadium, Gaborone, Botswana Àrbitre: Gabriel Masenda (Zimbabwe) |

| Costa d'Ivori | 29–17 | Nigèria | 25 de juliol de 2012 16:00 CAT (UTC+02) - UB Stadium, Gaborone, Botswana Àrbitre: Emmanuel Masinki (Botswana) |
|               | Fitxa |         | 25 de juliol de 2012 16:00 CAT (UTC+02) - UB Stadium, Gaborone, Botswana Àrbitre: Emmanuel Masinki (Botswana) |

| Costa d'Ivori | 24–18 | Zàmbia | 28 de juliol de 2012 14:00 CAT (UTC+02) - UB Stadium, Gaborone, Botswana Àrbitre: Emmanuel Massinki (Botswana) |
|               | Fitxa |        | 28 de juliol de 2012 14:00 CAT (UTC+02) - UB Stadium, Gaborone, Botswana Àrbitre: Emmanuel Massinki (Botswana) |

| Botswana | 25–14 | Maurici | 28 de juliol de 2012 16:00 CAT (UTC+02) - UB Stadium, Gaborone, Botswana Àrbitre: Andrew Karani (Kenya) |
|          | Fitxa |         | 28 de juliol de 2012 16:00 CAT (UTC+02) - UB Stadium, Gaborone, Botswana Àrbitre: Andrew Karani (Kenya) |

## Ronda 2
La ronda 1 estava composta per vuit equips, els integrants de la divisió de l'Africa Cup 1A i 1B de l'any 2013. El primer classificat de la 1B i els 3 primers de la divisió 1A accedien a la següent ronda.

### Ronda 2A: Africa Cup Divisió 1B de 2013
La Divisió 1B de l'Africa Cup Divisió de 2013 va tenir lloc al Senegal al Stade Iba Mar Diop de Dakar entre l'11 i el 15 de juny. Namíbia, com a campió va ascendir a la divisió 1A mentre que la resta de seleccions quedaven eliminades de la Copa del Món de Rugby de 2015.
|  | Semifinals                  | Semifinals                  |    |                             | Final                       | Final |
|  |                             |                             |    |                             |                             |       |
|  | de juny de 11, 2013 – Dakar |                             |    |                             |                             |       |
|  | Tunísia                     | 43                          |    |                             |                             |       |
|  | Botswana                    | 12                          |    |                             |                             |       |
|  |                             |                             |    |                             |                             |       |
|  |                             |                             |    |                             | de juny de 15, 2013 – Dakar |       |
|  |                             |                             |    |                             | Tunísia                     | 13    |
|  |                             | Namíbia                     | 45 |                             |                             |       |
|  |                             |                             |    |                             |                             |       |
|  |                             |                             |    |                             |                             |       |
|  |                             |                             |    |                             | Tercer lloc                 |       |
|  | de juny de 11, 2013 – Dakar | de juny de 11, 2013 – Dakar |    | de juny de 15, 2013 – Dakar | de juny de 15, 2013 – Dakar |       |
|  | Senegal                     | 12                          |    | Botswana                    | 5                           |       |
|  | Namíbia                     | 35                          |    |                             | Senegal                     | 41    |

| Botswana | 12–43 | Tunísia | 11 de juny de 2013 14:30 WET (UTC+00) - Iba Mar Diop, Dakar, Senegal Àrbitre: Arnaud Blondel (France) |
|          | Fitxa |         | 11 de juny de 2013 14:30 WET (UTC+00) - Iba Mar Diop, Dakar, Senegal Àrbitre: Arnaud Blondel (France) |

| Senegal | 12–35 | Namíbia | 11 de juny de 2013 16:30 WET (UTC+00) - Iba Mar Diop, Dakar, Senegal Àrbitre: Sébastien Minery (France) |
|         | Fitxa |         | 11 de juny de 2013 16:30 WET (UTC+00) - Iba Mar Diop, Dakar, Senegal Àrbitre: Sébastien Minery (France) |

| Senegal | 41–5  | Botswana | 15 de juny de 2013 14:30 WET (UTC+00) - Iba Mar Diop, Dakar, Senegal Àrbitre: Arnaud Blondel (France) |
|         | Fitxa |          | 15 de juny de 2013 14:30 WET (UTC+00) - Iba Mar Diop, Dakar, Senegal Àrbitre: Arnaud Blondel (France) |

| Namíbia | 45–13 | Tunísia | 15 de juny de 2013 16:30 WET (UTC+00) - Iba Mar Diop, Dakar, Senegal Àrbitre: Sébastien Minery (France) |
|         | Fitxa |         | 15 de juny de 2013 16:30 WET (UTC+00) - Iba Mar Diop, Dakar, Senegal Àrbitre: Sébastien Minery (France) |

### Ronda 2B: Africa Cup Divisió 1A de 2013
La Divisió 1A de l'Africa Cup de 2013 va tenir lloc a Madagascar al Mahamasina Stadium d'Antananarivo entre el 10 i el 14 de juliol. Kenya, Zimbabwe i Madagascar van aconseguir la permanència a la divisió 1A i avançaven a la ronda 3 mentre que Uganda quedava eliminada de la Copa del Món de Rugby de 2015.
|  | Semifinals                           | Semifinals                           |    |                                      | Final                                | Final |
|  |                                      |                                      |    |                                      |                                      |       |
|  | de juliol de 10, 2013 – Antananarivo |                                      |    |                                      |                                      |       |
|  | Uganda                               | 11                                   |    |                                      |                                      |       |
|  | Kenya                                | 51                                   |    |                                      |                                      |       |
|  |                                      |                                      |    |                                      |                                      |       |
|  |                                      |                                      |    |                                      | de juliol de 14, 2013 – Antananarivo |       |
|  |                                      |                                      |    |                                      | Kenya                                | 29    |
|  |                                      | Zimbàbue                             | 17 |                                      |                                      |       |
|  |                                      |                                      |    |                                      |                                      |       |
|  |                                      |                                      |    |                                      |                                      |       |
|  |                                      |                                      |    |                                      | Tercer lloc                          |       |
|  | de juliol de 10, 2013 – Antananarivo | de juliol de 10, 2013 – Antananarivo |    | de juliol de 14, 2013 – Antananarivo | de juliol de 14, 2013 – Antananarivo |       |
|  | Zimbàbue                             | 38                                   |    | Uganda                               | 32                                   |       |
|  | Madagascar                           | 18                                   |    |                                      | Madagascar                           | 48    |

| Kenya | 51–11 | Uganda | 10 de juliol de 2013 12:30 EAT (UTC+03) - Stade Mahamasina, Antananarivo, Madagascar Assistència: 40,000 espectadors Àrbitre: Pro Legoete (Sud-àfrica) |
|       | Fitxa |        | 10 de juliol de 2013 12:30 EAT (UTC+03) - Stade Mahamasina, Antananarivo, Madagascar Assistència: 40,000 espectadors Àrbitre: Pro Legoete (Sud-àfrica) |

| Madagascar | 18–38 | Zimbàbue | 10 de juliol de 2013 14:30 EAT (UTC+03) - Stade Mahamasina, Antananarivo, Madagascar Assistència: 40,000 espectadors Àrbitre: Lourens van der Merwe (Sud-àfrica) |
|            | Fitxa |          | 10 de juliol de 2013 14:30 EAT (UTC+03) - Stade Mahamasina, Antananarivo, Madagascar Assistència: 40,000 espectadors Àrbitre: Lourens van der Merwe (Sud-àfrica) |

| Uganda | 32–48 | Madagascar | 14 de juliol de 2013 12:30 EAT (UTC+03) - Stade Mahamasina, Antananarivo, Madagascar Assistència: 40,000 espectadors Àrbitre: Pro Legoete (Sud-àfrica) |
|        | Fitxa |            | 14 de juliol de 2013 12:30 EAT (UTC+03) - Stade Mahamasina, Antananarivo, Madagascar Assistència: 40,000 espectadors Àrbitre: Pro Legoete (Sud-àfrica) |

| Kenya | 29–17 | Zimbàbue | 14 de juliol de 2013 14:30 EAT (UTC+03) - Stade Mahamasina, Antananarivo, Madagascar Assistència: 40,000 espectadors Àrbitre: Lourens van der Merwe (Sud-àfrica) |
|       | Fitxa |          | 14 de juliol de 2013 14:30 EAT (UTC+03) - Stade Mahamasina, Antananarivo, Madagascar Assistència: 40,000 espectadors Àrbitre: Lourens van der Merwe (Sud-àfrica) |

## Ronda 3: Africa Cup Divisió 1A de 2014
La Divisió 1A de l'Africa Cup de 2014 fou un torneig en format lliga a una volta. Tots els partits es van disputar a Antananarivo, Madagascar. El guanyador fou el recent ascendit Namíbia que es classificava per la Copa del món de Rugbi de 2015, mentre que Zimbabwe com a subcampiona es classificava per la repesca. quedava eliminada de la Copa del Món de Rugby de 2015.
| Posició | Nació      | Partits | Partits  | Partits  | Partits | Punts   | Punts     | Punts      | Bonus | Taula de punts |
| Posició | Nació      | Jugats  | Guanyats | Empatats | Perduts | A Favor | En contra | Diferència | Bonus | Taula de punts |
| --- | ---------- | ------- | -------- | -------- | ------- | ------- | --------- | ---------- | ----- | -------------- |
| 1 | Namíbia    | 3       | 2        | 0        | 1       | 135     | 59        | +76        | 2     | 10             |
| 2 | Zimbàbue   | 3       | 2        | 0        | 1       | 105     | 56        | +49        | 2     | 10             |
| 3 | Kenya      | 3       | 2        | 0        | 1       | 73      | 50        | +23        | 2     | 10             |
| 4 | Madagascar | 3       | 0        | 0        | 3       | 32      | 180       | −148       | 0     | 0              |
| Normes de puntuació: Victòria - 4 punts Empat - 2 punts 4 o més assaigs - 1 point Derrota per 7 o menys punts - 1 punt Derrota per més de set punts - 0 punts |            |         |          |          |         |         |           |            |       |                |

| (1 BP) Kenya | 29–22 | Namíbia (1 BP) | 28 de juny de 2014 13:00 EAT (UTC+03) - Stade Mahamasina, Antananarivo, Madagascar Assistència: 35,000 espectadors Àrbitre: Luke Pearce (Anglaterra) |
|              | Fitxa |                | 28 de juny de 2014 13:00 EAT (UTC+03) - Stade Mahamasina, Antananarivo, Madagascar Assistència: 35,000 espectadors Àrbitre: Luke Pearce (Anglaterra) |

| (1BP) Zimbàbue | 57–22 | Madagascar | 28 de juny de 2014 15:00 EAT (UTC+03) - Stade Mahamasina, Antananarivo, Madagascar Assistència: 35,000 espectadors Àrbitre: Lourens van der Merwe (Sud-àfrica) |
|                | Fitxa |            | 28 de juny de 2014 15:00 EAT (UTC+03) - Stade Mahamasina, Antananarivo, Madagascar Assistència: 35,000 espectadors Àrbitre: Lourens van der Merwe (Sud-àfrica) |

| (1 BP) Zimbàbue | 20–24 | Namíbia | 2 de juliol de 2014 13:00 EAT (UTC+03) - Stade Mahamasina, Antananarivo, Madagascar Àrbitre: Francisco Pastrana (Argentina) |
|                 | Fitxa |         | 2 de juliol de 2014 13:00 EAT (UTC+03) - Stade Mahamasina, Antananarivo, Madagascar Àrbitre: Francisco Pastrana (Argentina) |

| (1 BP) Kenya | 34–0  | Madagascar | 2 de juliol de 2014 15:00 EAT (UTC+03) - Stade Mahamasina, Antananarivo, Madagascar Àrbitre: Luke Pearce (Anglaterra) |
|              | Fitxa |            | 2 de juliol de 2014 15:00 EAT (UTC+03) - Stade Mahamasina, Antananarivo, Madagascar Àrbitre: Luke Pearce (Anglaterra) |

| Kenya | 10–28 | Zimbàbue | 6 de juliol de 2014 13:00 EAT (UTC+03) - Stade Mahamasina, Antananarivo, Madagascar Àrbitre: Lourens van der Merwe (Sud-àfrica) |
|       | Fitxa |          | 6 de juliol de 2014 13:00 EAT (UTC+03) - Stade Mahamasina, Antananarivo, Madagascar Àrbitre: Lourens van der Merwe (Sud-àfrica) |

| Madagascar | 10–89 | Namíbia (1 BP) | 6 de juliol de 2014 15:00 EAT (UTC+03) - Stade Mahamasina, Antananarivo, Madagascar Àrbitre: Francisco Pastrana (Argentina) |
|            | Fitxa |                | 6 de juliol de 2014 15:00 EAT (UTC+03) - Stade Mahamasina, Antananarivo, Madagascar Àrbitre: Francisco Pastrana (Argentina) |